# マクベス (2021年の映画)
『マクベス』（The Tragedy of Macbeth）は2021年のアメリカ合衆国のドラマ映画。監督はジョエル・コーエン、出演はデンゼル・ワシントンとフランシス・マクドーマンドなど。本作はウィリアム・シェイクスピアの戯曲『マクベス』を原作としており、全編白黒で撮影されている。
Apple TV+で配信されている。

## ストーリー
荒野で魔女たちと遭遇してからというもの、スコットランドの将軍、マクベスは己がうちに秘めていた野心を抑えられなくなっていた。やがて、マクベスは王位簒奪を決意するに至るが、その先に待ち受けていたのは悲劇的な結末であった。

## キャスト
※括弧内は日本語吹替。
- マクベス（英語版）: デンゼル・ワシントン（大塚明夫）
- マクベス夫人（英語版）: フランシス・マクドーマンド（塩田朋子）
- マクダフ（英語版）: コーリー・ホーキンズ（田村真）
- ダンカン王（英語版）: ブレンダン・グリーソン（勝部演之）
- マルカム（英語版）: ハリー・メリング（清水優譲）
- バンクォウ: バーティ・カーヴェル（英語版）（さかき孝輔）
- 魔女（英語版）: キャスリン・ハンター（英語版）（伊沢磨紀）
- マクダフ夫人（英語版）: モーゼス・イングラム（英語版）（山賀晴代）
- 指揮官: ラルフ・アイネソン
- 暗殺者: ブライアン・トンプソン
- モンティス: ショーン・パトリック・トーマス（英語版）
- ロス: アレックス・ハッセル
- 伝令: スティーヴン・ルート
- シーワード: リチャード・ショート（英語版）

## 製作・音楽
2019年3月28日、ジョエル・コーエンが単独で監督を務める新作映画にデンゼル・ワシントンとフランシス・マクドーマンドが出演することになったと報じられた。11月21日、コーリー・ホーキンズとブレンダン・グリーソンが本作の出演交渉に臨んでいるとの報道があった。2020年1月、モーゼス・イングラム、ハリー・メリング、ラルフ・アイネソンがキャスト入りした。6月、カーター・バーウェルが本作で使用される楽曲を手掛けることになった。
2021年4月、本作のプロデューサー、スコット・ルーディンから過去にハラスメントを受けたとの告発が相次いだ。20日、ルーディンは本作から降板すると発表した。
本作がジョエル単独作になったことに関して、バーウェルは「イーサンはこれまでの成果に十分満足しており、もう新しく映画を撮るつもりはないようだ」という趣旨のことを述べている。

### 撮影
2020年2月、本作の主要撮影はロサンゼルスで始まったが、コロナ禍のために3月26日を以て中断することを余儀なくされた。撮影が再開したのは7月のことであった。
なお、本作の撮影は全てサウンド・ステージ上で行われた。現実から遊離した雰囲気を醸し出し、ドイツ表現主義を思わせる作品に仕上げるためである。

## 公開・マーケティング
2020年4月13日、本作のタイトルが『The Tragedy of Macbeth』に決定した。2021年7月22日、本作の劇中写真が初めて公開された。9月21日、本作のオフィシャル・トレイラーが公開された。24日、本作はニューヨーク映画祭でプレミア上映された。10月17日、本作はロンドン映画祭でクロージング作品として上映される予定である。

## 評価
本作は批評家から絶賛されている。映画批評集積サイトのRotten Tomatoesには37件のレビューがあり、批評家支持率は92%、平均点は10点満点で8.2点となっている。サイト側による批評家の見解の要約は「『マクベス』は一切の余計なものをそぎ落とし、古典の神髄だけを抽出した作品である。そのような作品に仕上がったのはデンゼル・ワシントンの素晴らしい演技のお陰である。」となっている。また、Metacriticには18件のレビューがあり、加重平均値は88/100となっている。